# Merklín
Merklín é um município da República Checa localizada no distrito de Karlovy Vary, região de Karlovy Vary.